# Waldesruh (Schalksmühle)
Waldesruh ist ein Ortsteil der Gemeinde Schalksmühle im Märkischen Kreis im Regierungsbezirk Arnsberg in Nordrhein-Westfalen (Deutschland).

## Lage und Beschreibung
Der Ortsteil befindet sich in einem Seitental des Bachtals des Großen Klagebachs nordwestlich von Klagebach an der gleichnamigen Straße Waldesruh.
Weitere Nachbarorte auf dem Schalksmühler Gemeindegebiet sind Harrenscheid, Kuhlenhagen, Holthausen,  Linscheid, Dahlhausen, Flaßkamp, Lauenscheid, Lauenscheidermühle, Grünental, Oberklagebach, Neuenbrücke, Hütte, Niederworth und Stallhaus.

## Geschichte
Waldesruh entstand in der Mitte des 20. Jahrhunderts und war zunächst Teil der Gemeinde Hülscheid im Amt Lüdenscheid im Kreis Altena. Der Ort erscheint auf den Messtischblättern der TK25 erst unbeschriftet auf der Ausgabe 1942, ab der Ausgabe 1963 ist er als Waldesruh beschriftet.
1969 wurden die Gemeinden Hülscheid und Schalksmühle zur amtsfreien Großgemeinde (Einheitsgemeinde) Schalksmühle im Kreis Altena zusammengeschlossen und Waldesruh gehört seitdem politisch zu Schalksmühle, das 1975 auf Grund des Sauerland/Paderborn-Gesetzes Teil des neu geschaffenen Märkischen Kreises wurde.

In der zweiten Hälfte des 20. Jahrhunderts breitete sich die Wohnbebauung des Orts entlang der Straße Waldesruh vor allem bergwärts Richtung Stallhaus aus, das seinerseits einen erheblichen Flächenzuwachs durch Neubaugebiete in Richtung Waldesruh erfuhr. Heute bilden beide Orte einen zusammenhängenden Siedlungsbereich.